# Johann Wilhelm Hake
Johann Wilhelm Rudolf Hake (* 27. August 1830 in Preußisch Stargard; † 1. Mai 1897 in Berlin) war ein deutscher hochrangiger Postbeamter im Reichspostamt. Er war als Direktor der Telegrafie-Abteilung der Reichspost unter der Leitung von Heinrich von Stephan zwischen 1884 und 1893 an wesentlichen Entwicklungen der Post beteiligt.

## Leben
Johann Hake begann nach seiner Schulzeit 1849 eine Ausbildung in der preußischen Postverwaltung. 1867 wurde er zum Postrat ernannt und zur neu errichteten Oberpostdirektion Frankfurt am Main versetzt, 1871 wechselte er als Oberpostrat und Hilfsarbeiter ins Generalpostamt des Norddeutschen Bundes nach Berlin. Der Deutsch-Französische Krieg von 1870/71 führte mit dem Frieden von Frankfurt im Mai 1871 zum Anschluss des Elsass und des nördlichen Teils von Lothringen an das neu gegründete Deutsche Kaiserreich. Hake wurde mit der Schaffung einer Oberpostdirektion für Lothringen in Nancy beauftragt, diese wurde mit der Schaffung der Verwaltungseinheit Reichsland Elsaß-Lothringen 1872 in den deutschen Teil nach Metz verlegt.
1876 wurde Hake Geheimer Postrat und vortragender Rat im Reichspostamt, dort mit der Leitung des Postkurswesens und des Eisenbahn- sowie des Postdampfschiffswesens beauftragt. 1879 wurde er zum Geheimen Oberpostrat befördert und mit der weiteren Umstrukturierung der Post 1884 zum Direktor der Abteilung II (Telegraphie) berufen.
Hake wurde 1893 als Wirklicher Geheimer Rat mit dem Prädikat Exzellenz in den Ruhestand versetzt und lebte mit seiner Ehefrau Emma Hake in Charlottenburg im Haus Knesebeckstraße 85 bis zu seinem Tod 1897.